# Cártel de Guasave
El Cártel de Guasave también conocido como Los Mazatlecos, es una organización criminal mexicana dedicada al narcotráfico y lavado de dinero. El grupo surgió en el año 2008 como brazo armado del Cártel de los Beltrán Leyva y se independizó en febrero de 2017 siendo liderado por Fausto Isidro Meza Flores «El Chapo Isidro», teniendo su base de operaciones en el municipio de Guasave, al norte de Sinaloa.
El grupo se alió con la facción de La Mayiza comandada por Ismael Zambada Sicairos para combatir a Los Chapitos, hijos de su antiguo rival Joaquín Guzmán Loera y disputarles la zona del norte de Sinaloa en el contexto de la guerra interna del Cártel de Sinaloa.

## Historia
El Cártel de Guasave surgió a finales de la década de 2000, tras la escisión del Cártel de Sinaloa y la creación del Cártel de los Beltrán Leyva. Su base principal se estableció en el municipio de Guasave, al norte del estado de Sinaloa. La célula fue inicialmente conocida como Los Mazatlecos y operaba como una estructura armada bajo el mando directo de Alfredo Beltrán Leyva, alias "El Mochomo". Tras la captura de éste en 2008, su hermano Arturo Beltrán Leyva asumió el control general, manteniendo a Fausto Isidro Meza Flores como operador en la región.
Luego de la muerte de Arturo Beltrán Leyva en 2009, el grupo quedó alineado con Héctor Beltrán Leyva y otros remanentes de la organización. Durante este periodo, Los Mazatlecos intensificaron su actividad violenta contra el Cártel de Sinaloa, especialmente en el norte de Sinaloa, donde se desataron enfrentamientos en los municipios de Guasave, Salvador Alvarado y Ahome. El grupo ganó notoriedad por su resistencia frente al dominio del Cártel de Sinaloa y por su capacidad para reclutar y operar en zonas rurales.

## Golpes y detenciones
El 3 de diciembre de 2024, autoridades mexicanas realizaron el mayor decomiso de fentanilo en la historia del país. En operativos efectuados en Guasave y Ahome, Sinaloa, se aseguraron más de 1.5 toneladas de pastillas y precursores químicos, así como armas, vehículos y equipo táctico. El cargamento estaba presuntamente vinculado a la célula de Fausto Isidro Meza Flores, alias “El Chapo Isidro”. Durante el operativo fueron detenidas tres personas relacionadas con la organización. El valor estimado del decomiso superó los 400 millones de dólares y fue calificado como “histórico” por el Gobierno federal.